# آبشار شوی
آبشار شِوی یک آبشار در ایران است که در روستای شوی از توابع بخش شهیون و دهستان امامزاده سید محمود شهرستان دزفول در استان خوزستان واقع شده است. این آبشار در تاریخ ۲۹ دی ۱۳۹۳ به‌عنوان یکی از آثار ملی ایران و ششمین اثر طبیعی ملی استان خوزستان پس از خلیج فارس، رود کارون، سرو زربین پیر سلی، چشمه‌های قیر و تشکوه به ثبت رسیده است.
آبشار شوی، پس از بیرون آمدن از غار، از پرتگاهی بلند به پایین سرازیر می‌شود. ارتفاع آبشار ۸۵ متر و عرض آن ۷۰ متر است. آب آن پس از عبور از کوه‌ها و دره‌ها، به رود دز و نهایتاً به دریاچهٔ شهیون می‌ریزد.
پوشش گیاهی اطراف این آبشار، از درختانی مانند بید، انجیر، مو، زبان‌گنجشگ، افرا، کیکم و بلوط تشکیل شده است. در زیر آبشار و بر روی دیواره‌های آن گیاه سیاه‌وشان و سایر گیاهان آب‌دوست روییده‌اند.

## نگارخانه

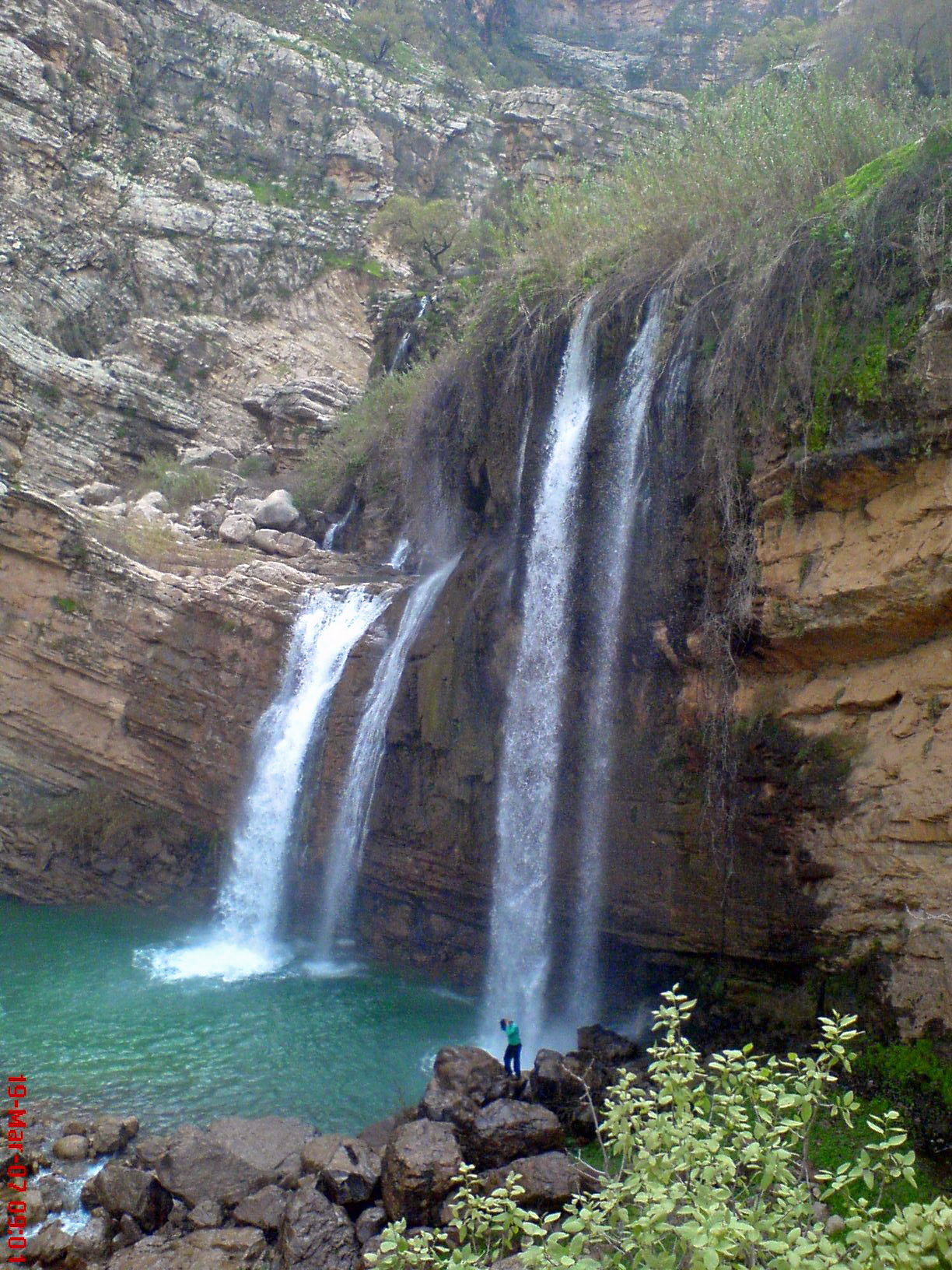
آبشار دوم شوی
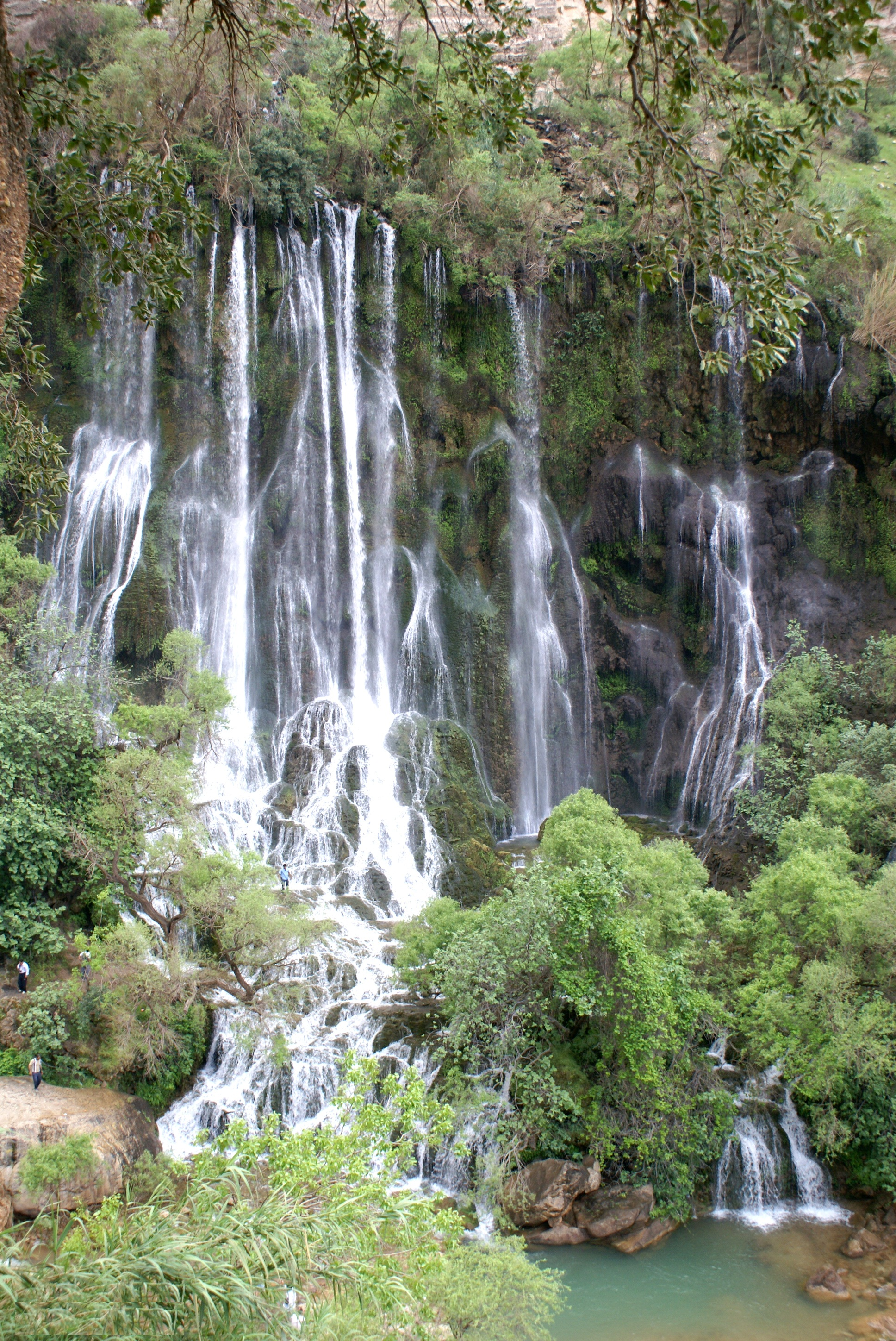
آبشار شوی